# 指揮 (軍事)
指揮（しき、command）は、割り当てられた使命の達成のために資源を効果的に利用し、軍事力の行使を企画・組織・調整・統制する機能のこと。指揮官が組織的な権限（指揮権）を行使する機能であり、多数の人間を1人の指揮権者・命令者が指導・命令することでもある。
通常は、軍隊や準軍事組織内で使用される用語・概念であるが、指揮者が楽団を指揮する場合にも使われ、日常会話でも上位者が集団を主導する状況で用いられる。本稿では軍事分野における指揮を扱う。

## 概要
軍隊において指揮とは、任務遂行のために職権によって部下に命令を実行させるように指図することである。具体的には部下に任務を付与し、資源の優先順位を示し、部隊行動を指導するものであり、決定された作戦計画に基づいた指示であり、また、最も基本的なリーダーシップの機能でもある。
指揮（Command）は、統制（Control）と合わせて指揮統制（Command and Control, C2）と呼ばれることもあるが、指揮は統制とは異なる概念である。その差については、通常、「指揮は芸術（art）であり、統制は科学（science）である」と言及されるとおり、指揮は手動の性格が強いのに対し、統制は自動の性格が強いものとなっている。

## 歴史
歴史のどの段階において指揮が開始されたのか明確な線引きを引くことは不可能であるが、少なくとも知性を持ち始めたごく初期段階から集団を導く存在がいたと考えられる。初期の生産形態である狩猟を例にとっても、効率的に獲物をしとめるためには指揮と連携が求められた。紀元前1万5千から1万年頃に開始された農耕は、指揮が確立されるひとつの契機となったと考えられる。農耕のような大規模な土地開発においては、多数の人手を効率的に運用するための計画を立て、それを指揮する人間が求められた。紀元前4,000年頃、多数の人間を領域内に糾合する文明と呼ばれるものが誕生すると、強大な権限を持つ王や将軍が集団内に発生し、莫大な人員を指揮統制することとなった。
戦争において指揮は重要であると考えられてきた。人間は集団になってこそ力を発揮するからである。軍事的には戦場で1人の上官が部下を直接管理できるのは、声の届く範囲までとされている。古代ギリシアのファランクスでは、100-200人程度が1つの基本単位とされていたが、これは、密集隊形を組んだ際に指揮官の号令が届く範囲内に収まる人数である。現在に至るまで各国軍隊の基本単位となっている中隊は、おおむねこの人数で構成されている。
動員兵力が増加するに連れて、指揮官はより多数の兵員を統制することを求められた。指揮官は自身の命令を伝達するために、旗や狼煙、伝令、鐘や太鼓のような音響信号を用いた。こうした手法は古代から近世までほぼ変わることはなかった。オスマン帝国では大規模な軍楽隊によって部隊を指揮統制すると同時に、敵への威嚇効果も備えた。
近世に入り火器が登場すると、戦場の指揮は困難さを増した。敵味方の距離は開いて戦場は拡大し、指揮官の視界と号令は火器の発する発砲煙と轟音に阻害された。指揮官は、軍事教練に基づく反復動作を兵士にとらせることにより、号令が聞こえずともある程度自立して戦闘を行えるようにした。近世には広範な戦域をカバーするための通信方法も発展した。18世紀にフランス軍は、腕木通信と呼ばれる通信方法によって命令を伝達し兵力の移動を行った。これら号令や狼煙、腕木は単純な命令伝達に役立ったが、複雑な命令は文書によって伝えられ、指揮官には識字能力が求められた。プロイセン軍は参謀本部からの訓令を部隊付きの参謀将校に送る訓令方式によって、軍全体での統一した指揮を実現させた。
19世紀にモールス信号のような電気通信が登場し、時計の小型化によって時間の指定が可能になると、指揮官は遠隔地からでも命令を迅速に伝達できるようになった。20世紀には電気通信はさらに発展し、無線機の小型化に伴って、兵士は密集せずに散開してより広い戦域を担当することが可能になった。
21世紀現在では、指揮（Command）、統制（Control）に通信（Communication）を加え、C3（シースリー）や、これらに情報（Intelligence）を加えて、C3I（シースリーアイ）と呼ばれ、さらにはコンピュータ（Computer）を加え、C4I（シーフォーアイ）と呼ばれる電子情報化された迅速な情報伝達による高機能な指揮命令機能が、主に先進国での軍隊組織に求められるようになっている。これによって、中央の司令部から末端の兵士までが同じ情報を共有できる可能性が高まり、従来の指揮命令体系における中間層の指揮官は、単なる命令・状況報告の伝達機能より真の判断能力や統率力が求められるようになっている。

## 指揮代理 (自衛隊)
大日本帝国海軍では、軍令の承行に関しては「軍令承行令」が定められていた。
自衛隊においては、「指揮代理に関する訓令」（平成12年防衛庁訓令第80号）により規定されている。
部隊等指揮権（部隊及び当該部隊の自衛隊員に対し、部隊の運用に関する事項を職務上命令し、又は機関及び当該機関に勤務する自衛隊員に対し、災害派遣並びに駐屯地及び分屯地並びに基地及び分屯基地の警備を行わせる権限。）は、原則として当該部隊など（部隊及び機関。）の指揮官（部隊等の長並びに組織及び編成に関する法令若しくは訓令の規定又はこの訓令の規定により部隊等指揮権を行使する自衛官（駐屯地司令、分屯地司令、基地司令及び分屯基地司令の職務に関し部隊等指揮権を行使する自衛官を含む。）。）が行使する。
ただし、一定の事由（指揮官の死亡、心身の重大な故障又は指揮官の行方不明若しくは遭難等連絡の途絶又はその他特別の事由。）により指揮官が部隊等指揮権を行使することができないと明らかに認められる場合には、部隊などにおいて当該指揮官の次の順位を有する自衛官（駐屯地司令および分屯地司令の職務に関する部隊等指揮権については、当該駐屯地および分屯地に所在する部隊などの自衛官のうち当該指揮官の次の順位を有する自衛官）は、当該部隊などの部隊等指揮権を行使する。ただし、組織および編成に関する法令若しくは訓令の定めるところにより当該指揮官の職務を代理する者が別に定められている場合または同職代理に指定された者が別にある場合はこの限りでない。

## 必要性
逐次変化していく環境・情勢、常に思考する敵、不完全な情報（戦場の霧）、限りある戦力と資源、部下の心理を踏まえて適切に部隊を指揮することは作戦の目的を達成するためには不可欠である。